# O Casmurro
O Casmurro, semanário humorístico, teatral e charadístico, publicou-se em Lisboa entre 8 de Maio de 1905 e 10 de Fevereiro de 1907 (50 números). Os seus proprietários/diretores, também colaboradores, foram Carlos Lopes, Artur Arriegas e Augusto Abel dos Santos que também assinavam sob os pseudónimos de Selpo, Rei Segára, Mil-Flores, respetivamente. 
Característica de todos os números d’O Casmurro é o burro que alegra os cabeçalhos. Animal de vida simples, lança o mote deste semanário “de simples entretenimento, repositório de dichotes, anedotas, charadas, historietas, poesias ligeiras, notícias e má-língua teatral, facécias e fadinhos que mais não visava do que a boa disposição dos leitores”.
Além da colaboração já mencionada, contou também com a participação de Arnaldo Ribeiro (pseudónimo La Dorna), Cândido Torresão (pseudónimo K. K. TO), Cândido Chaves, na função de editor, D. João da Câmara, Alfredo Albuquerque Júnior e no domínio artístico, Ricardo Casanova e Pires Marinho.